# Двухцветный лабео
Двухцветный лабео (лат. Epalzeorhynchos bicolor) — рыба семейства карповых. Населяют мелкие заросшие водоёмы с прозрачной проточной водой в Таиланде (например, приток Меконга Chao Phrya). В природе популяции резко сократились (в том числе из-за строительства плотин), вид занесён в Красную книгу Всемирного союза охраны природы. Разводится в неволе и популярен как аквариумная рыбка-водорослеед.

## Морфология
Тело вытянутое, цилиндрическое (но шире, чем у родственных видов), профиль спины выгнут сильнее, чем брюха. Расположение рта нижнее, строение рта приспособлено для срезания обрастаний. 2 пары усиков. Плавники крупные. Хвостовой плавник двухлопастной. Размеры в аквариуме обычно достигают 15 см, в природе больше. Окрас чёрный, хвостовой плавник ярко-красный (ночью или при стрессе вся рыба окрашена бледнее).

## Поведение
Подвижная рыба, отличается территориальным поведением. При содержании в небольшой ёмкости может быть агрессивно настроена по отношению к представителям своего вида и к другим рыбам. Между несколькими рыбами складываются иерархические отношения, при этом доминирует более крупная особь. Лабео держатся в нижнем и среднем слоях воды. Всеядны, активно объедают водорослевые обрастания.

## Условия содержания
Можно держать в большом общем аквариуме вместе с другими видами рыб. В аквариуме должно быть много растений и укрытий. Вода: температура 24—26 °C, жёсткость 5—15 °dH (мягкая или средней жёсткости), рН 6—7,5 (нейтральная с небольшими отклонениями в ту или иную сторону). Разведение с помощью гормональных инъекций.